# 迈克尔·科林斯

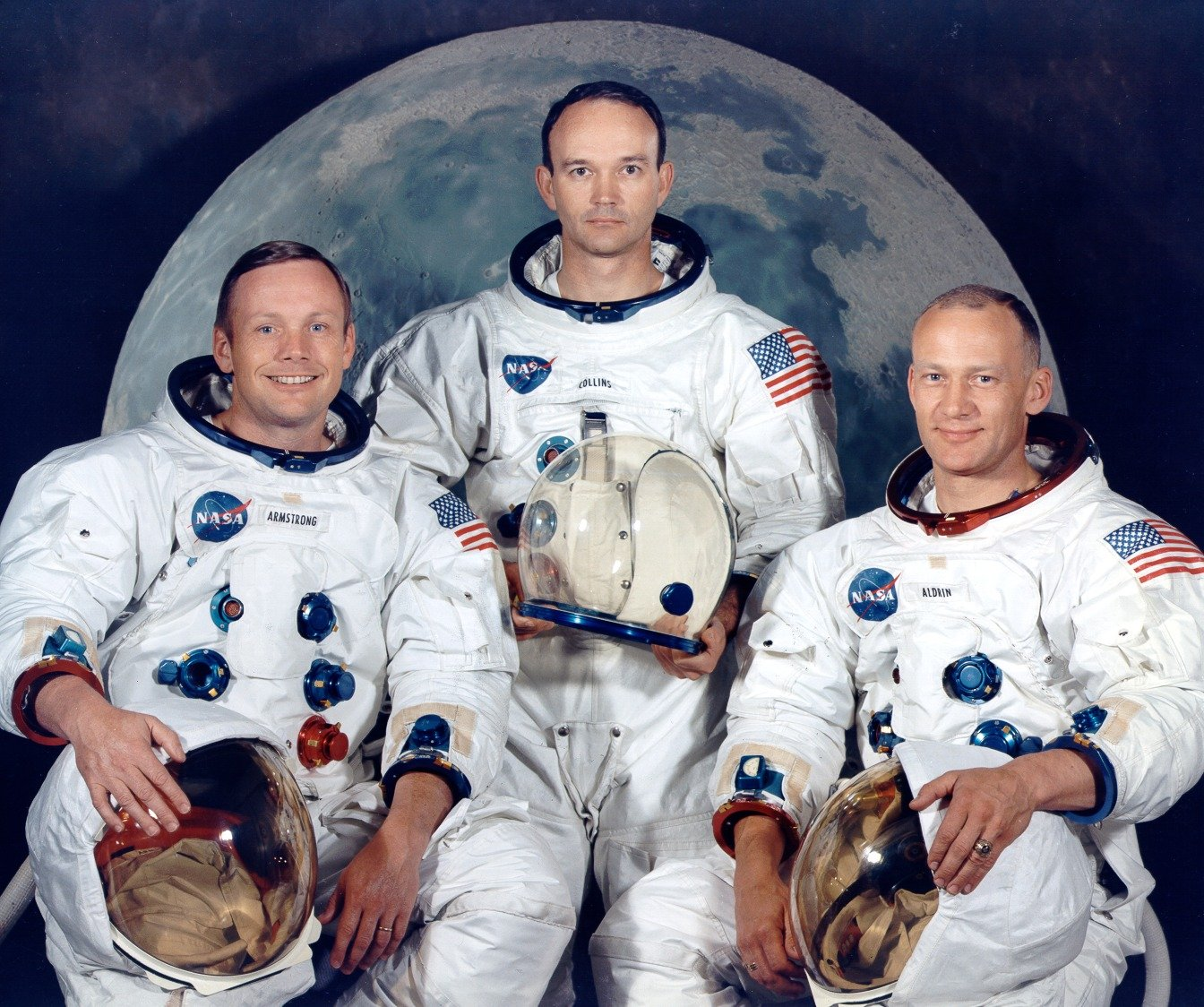
阿波羅11號成員合影。左起：尼爾·阿姆斯壯、麥可·柯林斯、伯茲·艾德林。

迈克尔·科林斯（英語：Michael Collins，1930年10月31日—2021年4月28日）曾是一位美国国家航空航天局的宇航员，执行过双子座10号以及阿波羅11號任务，亦是完成第一次駕駛航天器登陸月球的第一人。同時是一位試飛員和預備役空軍司令部少將。
科林斯於1952年在西點軍校畢業，隨後加入了美國空軍，在法國尚布莱比西埃空军基地駕駛F-86佩刀戰鬥機。1960年，科林斯被允許加入位於愛德華茲空軍基地的空軍測飛員學校，並從此處畢業。
1963年，被選為NASA第三組太空人後，科林斯上了兩次太空。他的第一次飛行是1966年搭載雙子星10號，這次任務中他和指令飛行員約翰·楊恩完成了兩架航天器的太空會合，並且進行了兩次艙外活動。在1969年，他成為阿波羅11號計劃中24位登上月球航天員候選人之一。他總共繞月飛行過30次。他也是第四位進行太空行走的人類（也是第三位太空行走的美國人），同時是第一位進行過不止一次太空行走的人類，第二位獨自繞月球飛行的人類（駕駛的航天器為阿波羅10號，第一位達成此成就的是約翰·楊恩 ）。
從美國航天局退休後，經總統尼克松的提名，科林斯作為公共事務助理國務卿任職於美國國務部。一年之後，他成为了美國國家航空太空博物館的館長，並在1978年成為史密森尼學會副會長後辭去此職位。1974年，完成了哈佛商學院的高級管理學項目。1980年，他成為NASA的承包商——LTV航空公司的副總裁。1982年，科林斯作為少將從空軍退役。1985年，他離開了LTV並創建了自己的咨詢公司。
因其在太空探索領域作出的貢獻，科林斯被授予了眾多獎項，包括NASA優質服務獎章（NASA Exceptional Sevice Medal）、NASA傑出服務獎章（NASA Distinguished Service Medal）以及功績獎章（Legion of Merit）。他和其他兩位阿波羅11號機組成員一同獲得了羅伯特·科利爾獎（Collier Trophy）、總統自由勳章（Presidential Medal of Freedom）、哈蒙獎杯（Harmon Trophy）和國會金質獎章（Congressional Gold Medal）。作為空軍上校，獲得過飛行優異十字勳章，退休時獲得空軍傑出服役勳章。他還被錄入美國太空人名人堂和美國航空名人堂名單。
於2021年4月28日逝世，終年90歲。

## 生平

### 童年

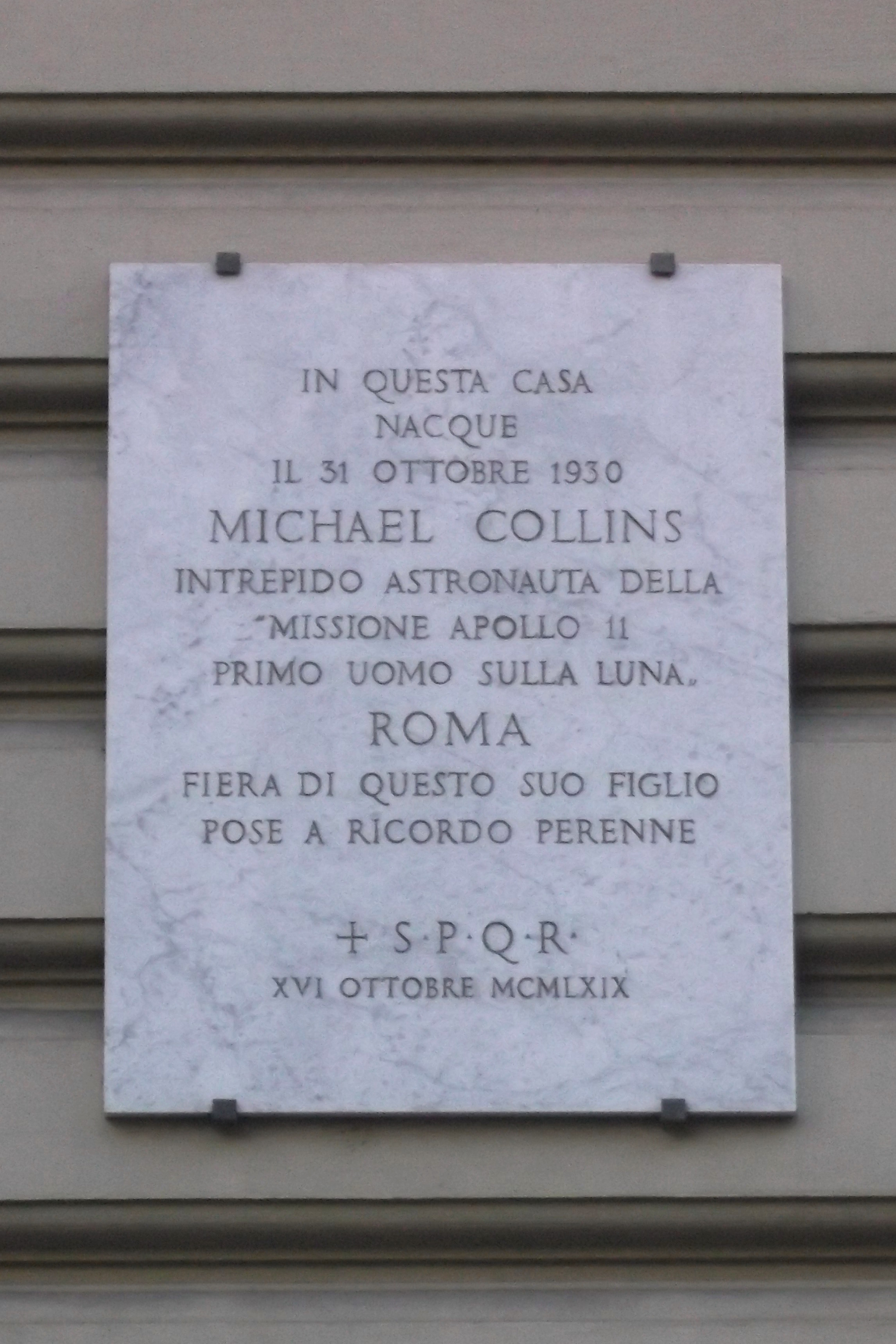
羅馬城台伯河的紀念牌，標誌著科林斯的出生地點

1930年10月31日，科林斯出生於義大利羅馬。他是詹姆斯·勞頓·科林斯的第二個孩子，其父親詹姆斯是一名美國陸軍軍官，作為美國駐義大利的駐外武官在1928年到1932年停留在當地。母親是弗吉尼亚·斯图尔特。科林斯有一位哥哥小詹姆斯·勞頓·科林斯和兩位姐姐維吉尼亞和艾格妮絲，在他人生之初的17年裡，以為父親工作調動的緣故，科林斯在不同的地方居住過：羅馬、奧克拉荷馬州、總督島、紐約州、阿伯丁試驗場、福特海斯（位於俄亥俄州哥倫布附近）、波多黎各、聖安東尼奧、亞歷山卓。

### 青年時期
他在波多黎各駕駛格鲁曼G-44威吉翁完成了第一次飛行，當時飛行員還被允許飛行一部分航程，他本來想再進行一次飛行，但因為第二次世界大戰爆發的緣故，他的飛行提請被駁回了。 於是科林斯在聖胡安進行了兩年的學習。
美國參加第二次世界大戰後，科林斯一家移居到了哥倫比亞特區，在這裏科林斯上了聖奧爾本斯學校並在1948年畢業。他的媽媽希望他進入外交部門，但他還是決定跟隨他的父親、兩位叔伯、哥哥和堂兄弟，加入軍隊部門。他接到了西點軍校的招聘（同時西點軍校也是他父親和哥哥畢業的地方）。他於1952年6月畢業，獲得了軍事學理學學士 成為527名第185屆西點軍校學生中的一位，與他同屆的還有未來的宇航員同伴愛德華·懷特。
科林斯加入美国空军（USAF）的动机有两个，一方面是对未来航空学的发展感到激励，同时避免加入军队后被认为是任人唯亲（科林斯的哥哥是上校军衔，父亲是少将军衔，叔叔约瑟夫·劳顿·科林斯是美国陆军参谋长）。在当时，因美国空军学院还在建造中的缘故，军事学院毕业生就可以有获得空军委任资格。但在空军中晋升比在陆军中更慢，因大量的年轻军官在第二次世界大战中在空军中被委任和提拔。

## 服役期间

### 战斗机飞行员
1952年8月，科林斯在密西西比州哥伦布的哥伦比亚空军基地，乘一架T-6德州佬式教练机上开始了飞行训练。然后到得克萨斯州的爱德华·盖瑞空军基地学习有关器械和排队飞行，然后在詹姆斯·康纳利空军基地训练驾驶喷气式飞机。在这里，科林斯对飞行已经比较熟练，而相比于他的同伴，他有着无畏的精神。科林斯在韦科的竞赛中获得了飞行员勋章 (United States Aviator Badge) 。1953年9月，他被选为白日飞行员，在内华达州内利斯空军基地，驾驶一架F-86 Sabre。在那里的训练是危险的，训练期间出现过一次有11个人死亡的事故。
紧接着，在1954年1月在加利福尼亚州George Air Force Base第二十一轰炸机联队 (21st Fighter-Bomber Wing) 的一次任务中，科林斯在一架F-86上学到了地面攻击和核武器投放的相关技术。1954年12月，他随同第二十一联队到达了法国的Chambley-Bussières 空军基地。1956年，他在一次射击比赛中获得了第一个奖项。在该年北约的一次训练中，他在Quartier Général d'Aboville附近被从一架F-86中弹出，起因是机尾驾驶舱着火。

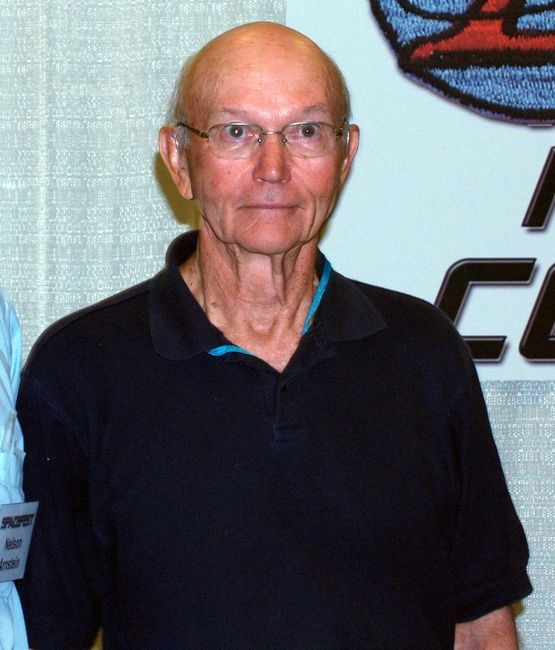
2009年的迈克尔·科林斯

## 外部連結
- 迈克尔·科林斯的X（前Twitter）